# (40134) Marsili
(40134) Marsili ist ein Asteroid des mittleren Hauptgürtels, der von dem italienischen Amateurastronomen Vincenzo Silvano Casulli am 31. März 1997 am Osservatorio di Colleverde (IAU-Code 596) entdeckt wurde. Das von Casulli gegründete Observatorium befand sich von 1981 bis 2003 in der Stadt Guidonia Montecelio in der Provinz Rom.
Der mittlere Durchmesser des Asteroiden wurde mithilfe des Wide-Field Infrared Survey Explorers (WISE) grob mit 4,307 (±0,351) km berechnet, die Albedo mit 0,199 (±0,082). Die Umlaufbahn von (40134) Marsili um die Sonne hat mit 0,2707 eine hohe Exzentrizität. Die Sonnenumlaufbahn des Asteroiden ist mit mehr als 24° stark gegenüber der Ekliptik des Sonnensystems geneigt.
Der Asteroid ist laut AstDyS-2-Datenbank Namensgeber einer kleinen Asteroidenfamilie.
(40134) Marsili wurde am 12. März 2017 nach dem Unterwasservulkan Marsili benannt, der sich im Südteil des Tyrrhenischen Meeres befindet und der größte Unterwasservulkan Europas ist.